# Lygropia plumbicostalis
Lygropia plumbicostalis is een vlinder uit de familie van de grasmotten (Crambidae). De wetenschappelijke naam van deze soort is voor het eerst voorgesteld als Botys plumbicostalis door Augustus Radcliffe Grote in een publicatie uit 1871.
De soort komt voor in het zuiden van de Verenigde Staten en Belize.